# 小林劍道

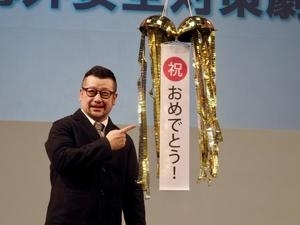
2018年

小林劍道（日语： Kendō Kobayashi ，1972年7月4日—），本名與舊藝名為小林友治（日语：／ Kobayashi Tomoharu），出身於大阪市東住吉區（實際上是出生於福井縣福井市）的日本搞笑藝人與男演員，隸屬於吉本興業集團旗下的吉本創意經紀東京本社。
小林是吉本綜合藝能學院（吉本総合芸能学院，NSC）大阪校第11期的畢業生，在1992年曾與松口佑樹（也就是後來的搞笑組合針金洛克中的「佑樹」（ユウキロック））合組搞笑雙人組「松口VS小林」，擔任「裝傻」（ボケ）角色，但兩人組在1995年時解散。之後小林又與村越周司組成了「最危險雙人組」，這次是擔任了負責找碴的「吐槽」（ツッコミ）角色，兩人的合作一直到2000年時因為村越自演藝界引退而解散。
最危險雙人組解散後小林更改了藝名，不再以雙人組的方式演出。他經常在各電視台的綜藝節目中以固定班底或常客的身份登台，並曾在多部日本電影中演出，其中包括在2010年上映的電影《再見了，親愛的總統》中，與宮川大輔以雙領銜的方式，擔任主角演出。除了大螢幕之外，小林劍道也曾在富士電視台的連續劇《BOSS女王》（ボス，2009年）與其續集（2011年）中擔任戲份不輕的配角角色。

## 外部連結
- 小林劍道官方資訊頁（吉本興業） （页面存档备份，存于）（日語）
- 大小林劍道的大日記（官方個人網誌）（日語）
- Kendô Kobayashi在互联网电影资料库（IMDb）上的資料（英文）